# Håltesjön
Håltesjön är en sjö i Stenungsunds kommun i Bohuslän och ingår i Göta älv-Bäveåns kustområde. Sjön är 19 meter djup, har en yta på 0,589 kvadratkilometer och är belägen 85,2 meter över havet. Håltesjön ligger i Svartedalen Natura 2000-område. Sjön avvattnas av vattendraget Rördalsån.

## Delavrinningsområde
Håltesjön ingår i det delavrinningsområde (643907-126989) som SMHI kallar för Mynnar i Anråse å. Medelhöjden är 116 meter över havet och ytan är 39,07 kvadratkilometer. Det finns inga avrinningsområden uppströms utan avrinningsområdet är högsta punkten. Rördalsån som avvattnar avrinningsområdet har biflödesordning 2, vilket innebär att vattnet flödar genom totalt 2 vattendrag innan det når havet efter 6,1 kilometer. Avrinningsområdet består mestadels av skog (81 procent). Avrinningsområdet har 4,08 kvadratkilometer vattenytor vilket ger det en sjöprocent på 10,4 procent.

## Bilder

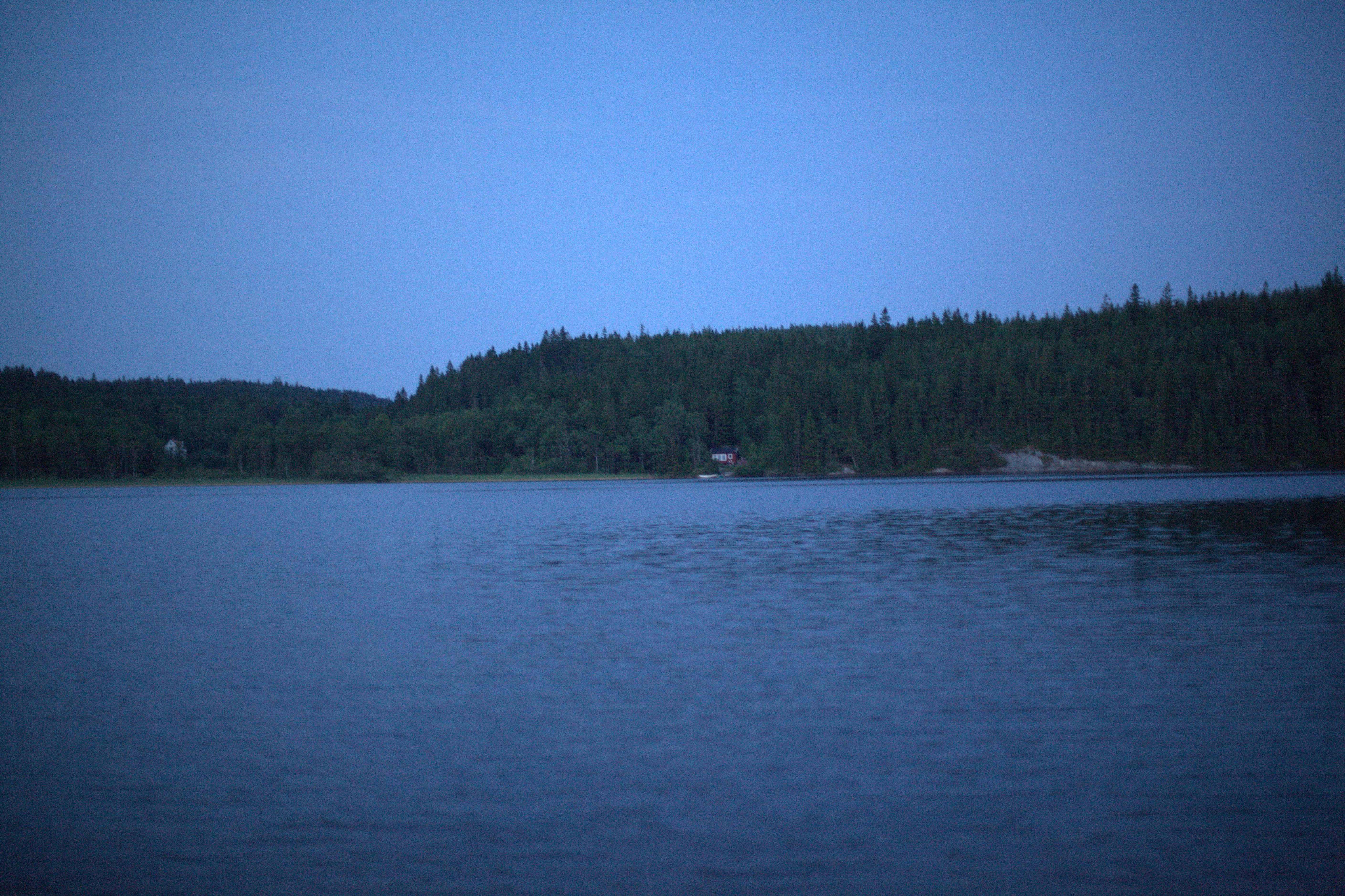
Nattbild tagen på sjön mot Ekelunden, Lillhålt (till vänster) och Violas (mitten)
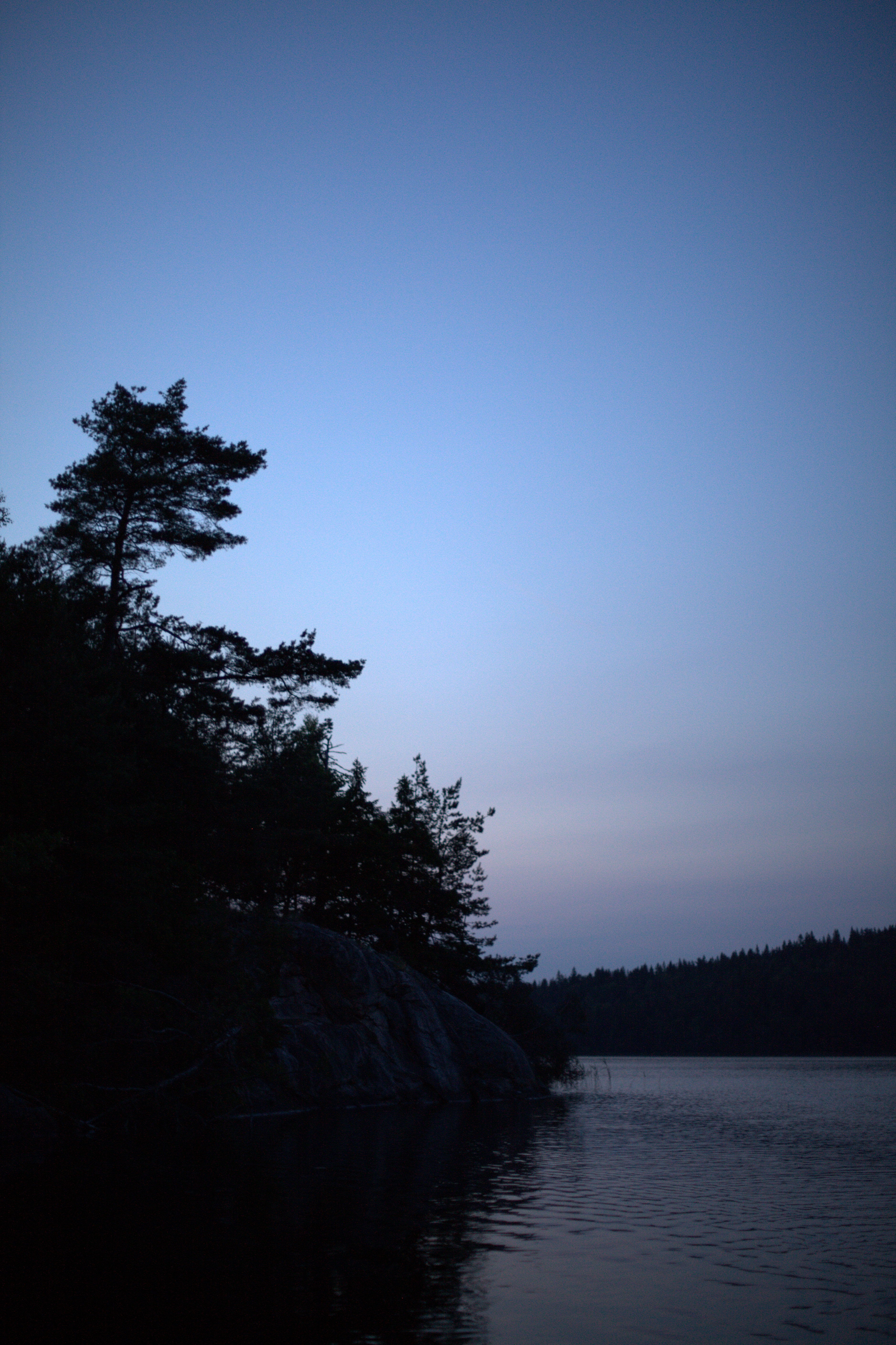
Nattbild i viken på sydvästra sidan av sjön
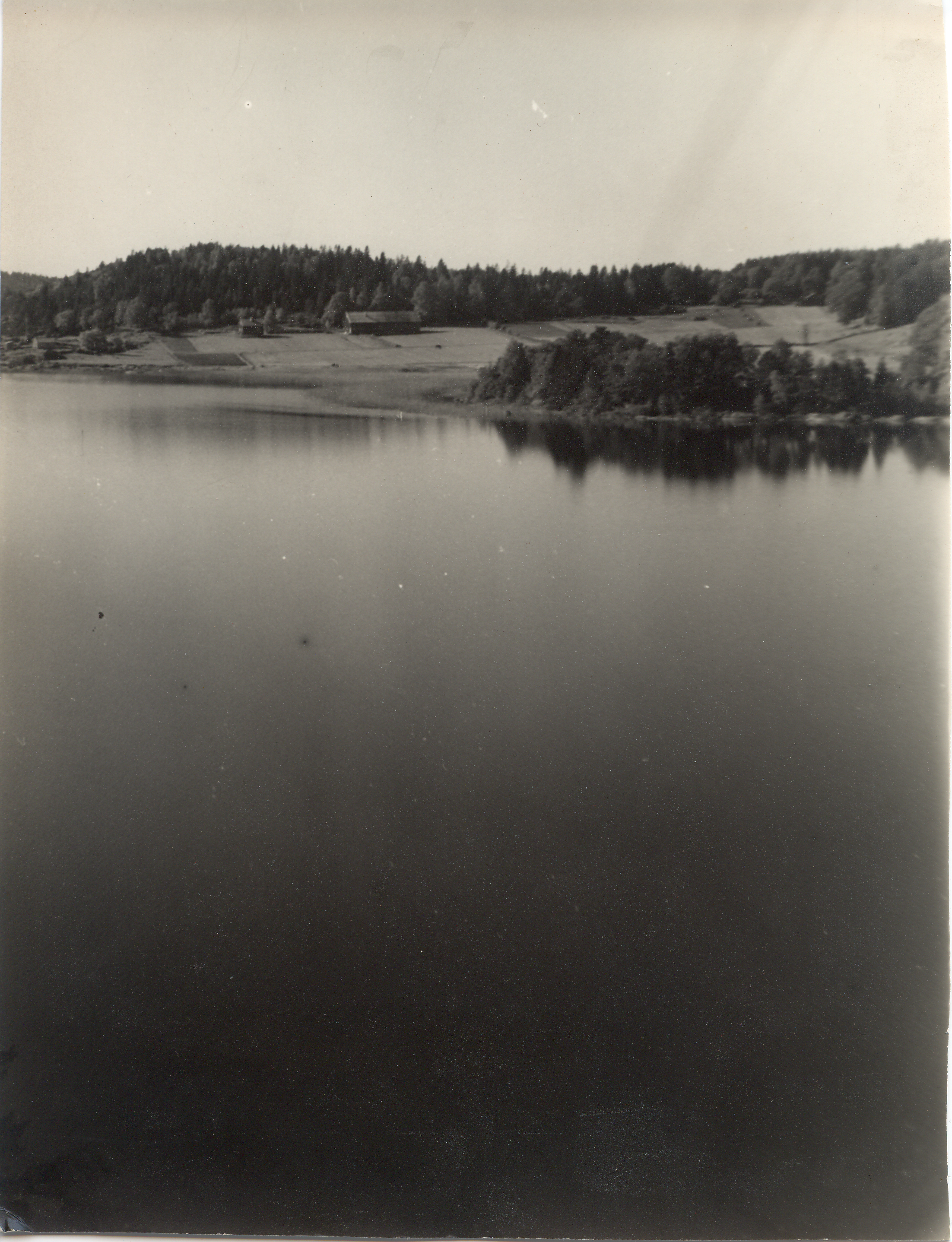
Gammal bild (1920-1960), Håltsjön och Anvik
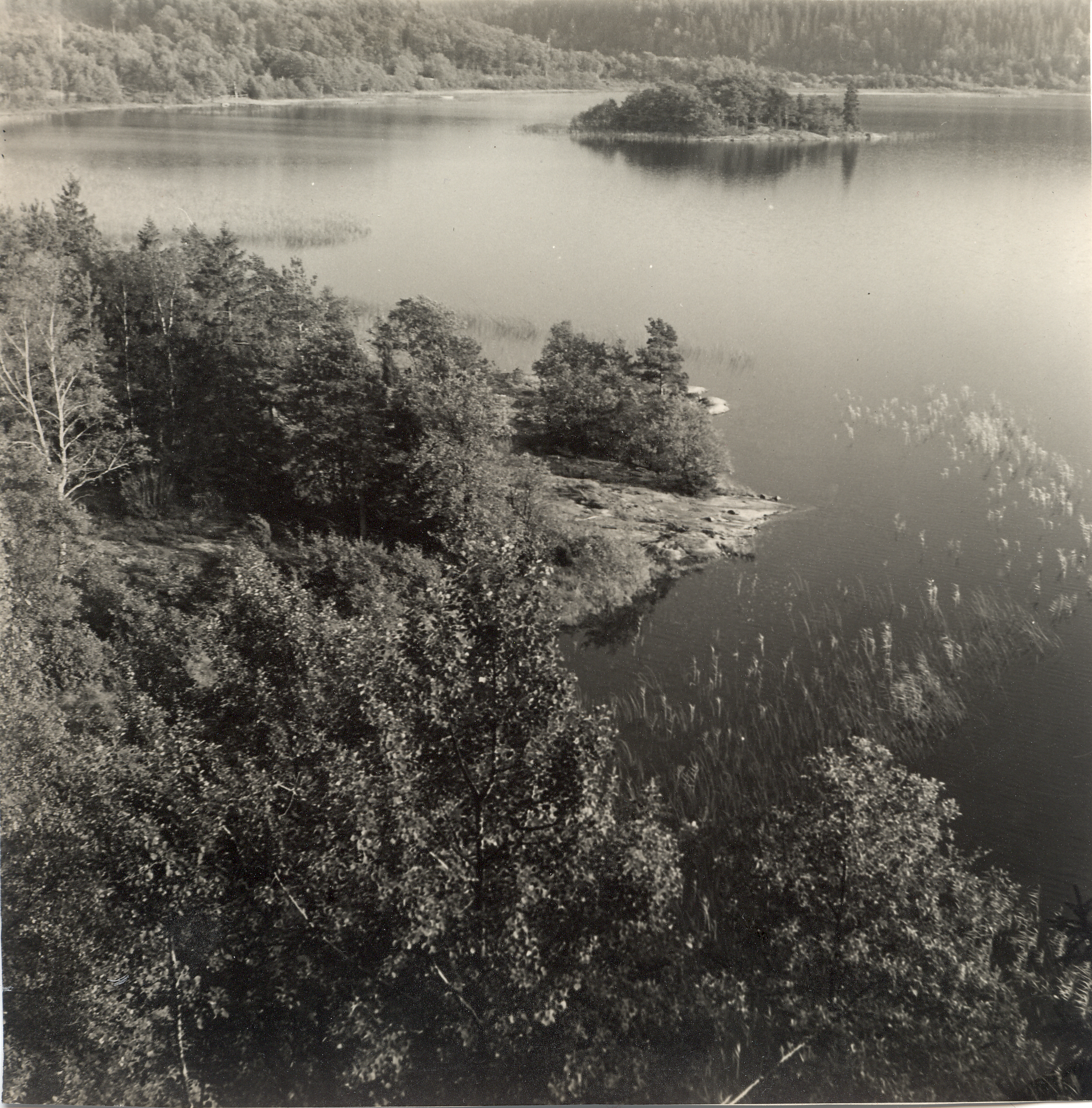
Gammal bild (1920-1960), Håltsjön med dess ö
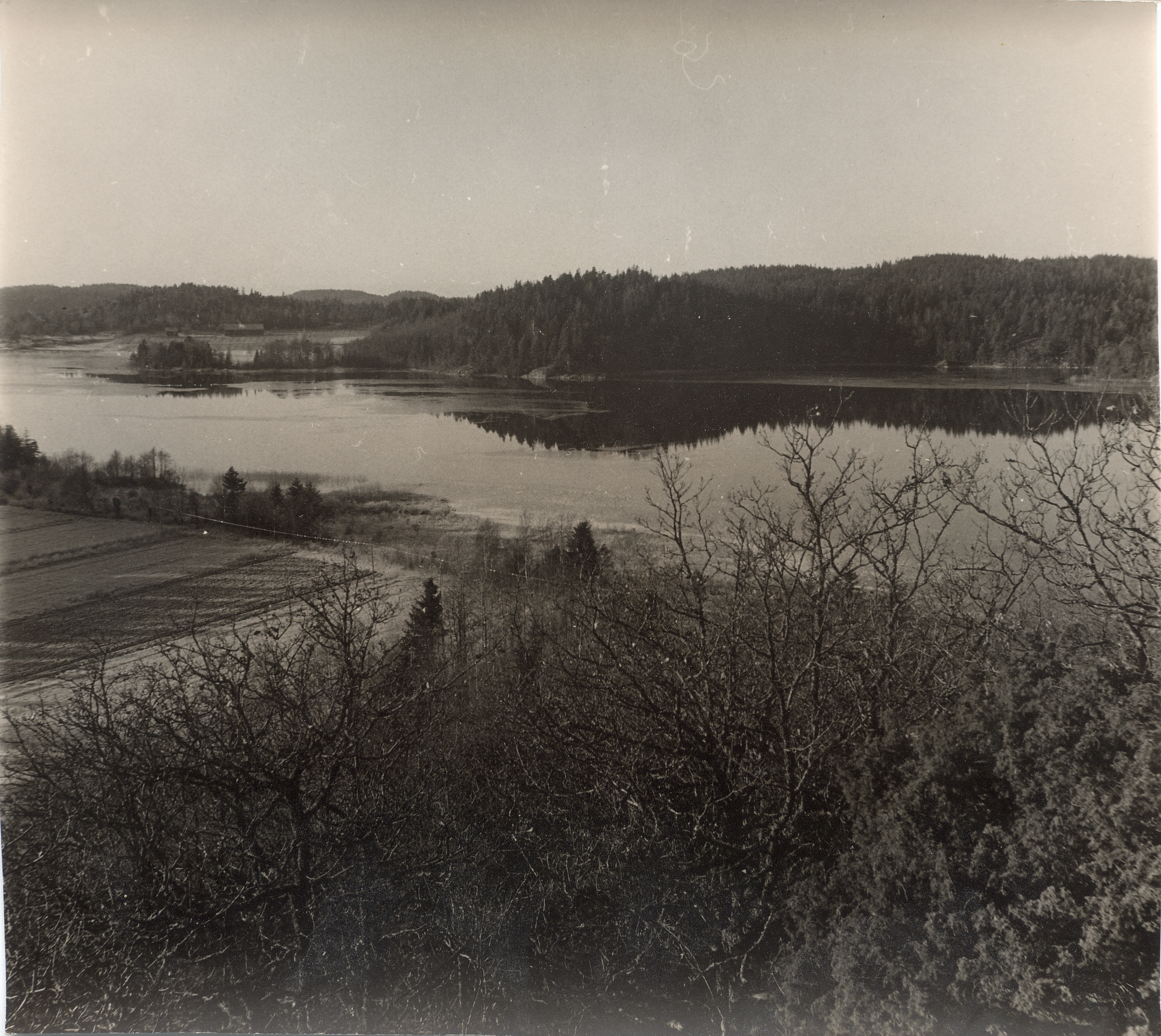
Gammal bild (1920-1960), Håltsjön